# Коя (гори)
Гори́ Ко́я (яп. 高野山, こうやさん, коя-сан, «гора високої рівнини») — загальна назва гірського масиву і нагірної рівнини, оточеної вісьмома горами цього масиву, в Японії, на північному сході префектури Вакаяма, території міста Коя. Вважається священним місцем японського буддизму, а саме секти езотеричного буддизму Сінґон, місцем знаходження її головного монастиря Конґобудзі. 
На горі знаходяться численні храми та монастирі буддійської школи сингон. Перший храм заснував у 819 буддійський чернець Кукай, засновник школи сингон, у долині на висоті 800 м серед восьми гірських піків. Нині там знаходиться близько сотні монастирів, які пропонують також ночівлю паломникам. На горі знаходяться такі знамениті храми та монастирі:
- Окуно-ін (奥の院), мавзолей Кукая, оточений цвинтарем;
- Компон-дайто (根本大塔), пагода, яка відповідно до доктрини школи сингон знаходиться в центрі мандали, що охоплює всю Японію; пагода входить до комплексу Гаран;
- Конгобу-дзі (金剛峰寺), головний храм школи сингон;

На горі знаходиться також родинна гробниця роду Токугава, побудована третім сьогуном Токугава Іеміцу, з сьогунів роду в даній гробниці ніхто не похований.
Від Коя-сан відходить давня стежка паломництва Кумано-кодо до синтоїстських святилищ Кумано-Хонгу-тайся (яп. 熊野本宮大社), Кумано-Хаятама-тайся (яп. 熊野速玉大社) і Кумано-Наті-тайся (яп. 大社).
До гори веде залізнична гілка фірми «Нанкай Електрик» від вокзалу Намба в Осака до станції Гокуракубасі (極楽橋駅) біля основи гори. Кабельна залізниця за п'ять хвилин піднімає пасажирів на вершину гори.
З 2004 року складова пам'ятки «Святі місця та паломницькі шляхи гірського хребта Кії» Світової спадщини ЮНЕСКО.